# Дамофил (наварх Родоса)
Дамофил (др.-греч. Δαμόφιλος) — родосский наварх во время осады Родоса 305—304 годов до н. э.
Во время начала осады войском Деметрия Полиоркета, в то время, когда тот пытался организовать морскую блокаду, родосцы отправили три группы кораблей под командованием Дамофила, Менедема и Аминты с приказом «плыть в любом направлении» и нарушать снабжение вражеского войска. Дамофил со своими кораблями отправился в направлении Крита. В области Карпафа он обнаружил большое количество судов Деметрия. Часть из них была потоплена, часть захвачена. В руки Дамофила также попало большое количество грузовых кораблей с зерном, которые он доставил обратно в Родос.
По одной из версий, Дамофил доставил к союзнику Родоса Птолемею в Александрию трофейный корабль с личными вещами Деметрия Полиоркета.